# Битва при Мерс-ель-Кебірі (1507)
Битва при Мерс-ель-Кебірі — битва між армією Іспанської імперії та заянідським султанатом Тлемсен, яка відбулась неподалік від міста Мерс-ель-Кебіру на території сучасного Алжиру, що було захоплене іспанцями за два роки до цієї битви.

## Передумови
Місто Мерс-ель-Кебір було захоплено іспанськими військами в 1505 році, які намагались таким чином обмежити напади берберських корсарів та перенести реконкісту на африканське узбережжя. Утримання міста дорого коштувало іспанській короні, оскільки в очікуванні відповіді місцевого алжирського королівства Тлемсен, в Мерс-ель-Кебірі доводилось утримувати значний гарнізон. Щоб компенсувати витрати, іспанський керівник міста Педро Наварро здійснював численні рейди в околицях міста, захоплюючи в полон  населення і припаси. Місто Мерс-ель-Кебір отримувало досить великі суми грошей від таких набігів і тому іспанці продовжували збільшувати їх масштаб, залучаючи до рейдів дедалі більше військ. Султан заянідської держави Абу Абдуллах V намагався припинити такі вторгнення на свою територію, і після зустрічі з кількома своїми командирами, зокрема з вождем племені Бені Рачед Ахмедом бін Ганем, та шейхом Тлемсену Абу Абдуллою Мухаммадом Ібн аль-Шейх аль-Хадж, він вирішив об'єднати армію відданих йому берберських племен з усієї країни, включаючи племена Бені Рачед на чолі з Ахмедом бін Ганем. Тим часом Педро Наварро, не підозрюючи про це, почав організацію одного із своїх найбільших рейдів, в якому було залучено понад 3000 військових.

## Битва
У 1507 р. Педро Наварро здійснював черговий набіг, пограбувавши три поселення поблизу Мерс-ель-Кебіру, і розгромив опір під проводом вождя місцевого племені. Він захопив понад 1500 алжирців, яких планував продати як рабів, і понад 4000 голів великої рогатої худоби. Представники берберських племен, що зазнали нападу, повідомили про це місцевого полководця Заянідів, який, у свою чергу, повідомив центральну армію в Тлемсені і сам особисто влаштував засідку на іспанських грабіжників, але, зазнавши втрат відступив з місця бою. Основні сили з Тлемсену прибули вчасно і, з'ясувавши місце знаходження іспанського загону, вирішили організовувати проти них засідку. В самому іспанському таборі не очікували нападу і святкували чергову бездоганну перемогу.
Алжирці, отримавши підкріплення з півдня на чолі з Бін Ганемом та від місцевих племен, зібрали армію з понад 11 000 кіннотників. Хоча більшість із них були звичайними кочівниками і навіть основні сили Заянідів суттєво поступались рівнем свого озброєння європейцям, які вже мали на озброєнні мушкети, проте засідка стала повною несподіванкою для іспанців, які не очікували нападу такої великої армії. В результаті бою лише близько тисячі іспанських солдатів змогли врятуватися, решта були вбиті чи потрапили в полон. Ті, хто врятувався, не змогли перелаштуватись і організувати оборону, натомість, намагались врятуватись втечею у форт Мерс-ель-Кебір (Мазалквівір). Дізнавшись про поразку, Фердинанд II, побоюючись втрати Мерс-ель-Кебіра, направив до нього кілька флотилій галер з додатковими військами та припасами. Проте алжирці не намагались атакувати місто, а натомість відступали назад у Тлемсен.

## Наслідки
Після поразки, підконтрольні Іспанії території були обмежені Мерс-ель-Кебіром до 1509 року, коли іспанці досягнули наступного великого успіху, здійснивши напад і захоплення сусіднього Орану. У кінцевому підсумку війна була виграна Іспанією в 1512 році, коли емірат Заянідів став васалом Арагонської корони.